# Hassidisme médiéval
Pour les 'Hassidim du temps des Maccabées, voir Hassidéens; pour le mouvement est-européen, voir Hassidisme
Les Hassidei Ashkenaz sont des piétistes juifs allemands. Ils écrivent leurs textes sous le coup de massacres dont les juifs sont victimes à partir de la première croisade.

## Origine et développement
Le mouvement des hassidim est lié au nom des Kalonymides, famille originaire d'Italie et dont les membres ont donné pendant plusieurs siècles des chefs spirituels aux communautés de Ratisbonne, de Spire, de Worms et de Mayence.
Les Hassidei Ashkenaz commencent à faire parler d'eux au XIIe siècle et s'affirment au XIIIe.
Les initiateurs du piétisme juif sont:
- Samuel de Kalonymos le Hassid de Spire (mort en 1217),Juda de Ratisbonne
- Yehuda he-Hassid de Worms,
- Eléazar de Worms, élève de Samuel (mort en 1230).

Leur principale source d'inspiration est la littérature mystique de l'époque talmudique. Une tradition kabbaliste raconte qu'un grand livre de la mystique juive le Sefer HaBahir a été importé d'Orient et a servi de base au hassidisme médiéval rhénan.
Éléazar de Worms a laissé une œuvre considérable: Sefer ha-rokeah, Hokhmat ha-nefesh. Il s'agit d'écrits sur la prophétie, l'angélologie, ou encore de commentaires sur la liturgie.

## Methode du hassidisme médiéval
La conception du hassidisme a un fort caractère d'eschatologie. On retrouve aussi une nouvelle théosophie, le mystère de l’unité de Dieu, une nouvelle psychologie mystique, conçue comme instrument de cette théosophie, et une large spéculation sur les  motifs des commandements de la Torah.
La vision de Dieu est celle d’une infinité incommensurable. Dieu est omniprésent. On retrouve souvent des phrases du genre
"Tout est en Toi et Tu es en tout".
Assez souvent l’immanence prend une tournure naturaliste. Ce caractère immanent reste difficile à concilier avec un autre article de foi hassidique : la transcendance du Créateur au-dessus du monde. Mais Dieu n’est pas tant le maître de l’univers que son premier principe et son premier moteur.
La théorie et la pratique de la pénitence acquièrent pour la première fois, dans le développement de la mystique juive, une force intense.

### Théosophie
Il y a trois pensées principales qui caractérisent la théosophie du Hassidisme :
- la conception de la Gloire Divine (Kavod),
- l’idée d’un chérubin saint ou particulièrement remarquable sur le trône,
- la conception de la sainteté et de la majesté de Dieu.

Ce qui intéresse particulièrement le hassidisme, c’est le mystère de la révélation de Dieu. Le Kavod, l’aspect de Dieu révélé à l’homme, est la première Création. C’est la Shekhina. Cette lumière première de la gloire divine se révèle plus tard aux mystiques sous des formes diverses.
Juda le Pieu distingue deux sortes de gloire :
- Une gloire intérieure, sans forme mais avec une voix, identique à la Shekhina et à l’Esprit saint.

- La gloire visible, émanée de la première, est l’aspect changeant qui apparaît sur le Trône. La vision de cette seconde gloire est le but et la récompense de l'ascèse hassidique.

L’idée du saint chérubin qui apparaît sur le trône est une figure complexe liée à la Shekhina dont il serait en quelque sorte l’émanation. Il est l’intermédiaire par lequel se manifeste le Kavod.

## Le Sefer Hassidim
On y trouve aussi des interprétations numérologiques de la Bible, une angélologie et une théologie mystique. On connaît deux versions de l'ouvrage : l'une imprimée à Bologne en 1538 et l'autre découverte à Parme sous forme de manuscrit. À travers l'examen des problèmes de la vie quotidienne, c'est toute l'existence individuelle et collective du Juif médiéval que rapporte le Sefer Hassidim. Comme le désir de vengeance après les massacres perpétrés par les croisés. Ainsi, le Sefer Hassidim interdit de recouvrir le sang séché des martyrs dans les maisons juives car : "tant que le sang n'est pas recouvert la vengeance de Dieu s'exercera." Le sang visible doit montrer au monde que Dieu n'oublie pas.
Voici un extrait  du Sefer Hassidim:
« Il y avait un berger qui ne savait pas prier. Chaque jour, il disait : « Seigneur, Maître du monde ! Tu sais très bien que si tu avais des bêtes à garder et que si tu me les donnais en garde, je les garderais ; d’ordinaire je demande un salaire, mais à Toi, je n’en demanderais pas, car je suis plein d’amour pour Toi. » C’était un Israélite. »
Article connexe : voir Yehoudah HaHassid

## Spiritualité
Le hassid de cette époque ressemble au  moine chrétien médiéval.
Le piétisme des Hassidei Ashkenaz se caractérise par une humilité personnelle, un refus du monde physique, un désir d'atteindre la pureté de l'âme.
Yehuda he-Hassid exalte l'amour du prochain, le service de Dieu, la soumission totale à la volonté divine.
L'amour de Dieu joue un rôle capital dans la doctrine hassidique.
Un des aspects importants de ce courant est qu'il ancre les concepts mystiques dans la vie quotidienne.
Ce mouvement formula un idéal de la vie religieuse qui, lorsqu'il est réalisé, constitue selon ses adeptes le plus haut degré de la vie spirituelle auquel l'esprit humain puisse prétendre.
La prière méditative est fondée sur des pratiques exploitant les particularités de l'hébreu  comme la guematria, le notarikon et la Temura.
Le message de sérénité devant les contraintes du monde est un réconfort spirituel pour les communautés persécutées de l'époque.
L'éthique du Sefer Hassidim marquera profondément pendant des siècles la halakhah et le mode de vie du judaïsme ashkenaze et, même après le XIXe siècle, l'éthique du judaïsme espagnol.
La doctrine des Hassidei Ashkenaz contient également une philosophie sociale basée sur la conception du droit naturel.
Cette philosophie introduit les notions d’un idéal humain, d’un type d’homme et d’une manière de vivre, à suivre. Ce dévot, le hassid, est ce qui a donné au mouvement son caractère distinctif.
Être hassid, c’est se conformer à des règles purement religieuses, entièrement indépendantes de tout intellectualisme et de tout enseignement.
Les qualités principales du hassid sont :
- le renoncement ascétique aux choses de ce monde. Le hassid doit résolument rejeter et surmonter toutes les tentations de la vie ordinaire.

Il n’y a cependant pas d’ascétisme sexuel. L’ascétisme concerne uniquement les relations sociales envers les femmes, et non le côté sexuel de la vie conjugale du Hassid.
- une complète sérénité d’esprit. Le hassid doit supporter les insultes et l’outrage sans faiblir.
- un altruisme fondé sur des principes et poussé aux extrêmes.

C’est une version judaïsante de l’ataraxie, « l’absence de passion » des cyniques et stoïciens.
Une telle conduite mène l’homme aux sommets de la véritable crainte et de l’amour de Dieu, à l’union avec Lui (Devekuth). Un flot de joie pénètre dans l’âme et fait disparaître toute trace de sentiment mondain et égotiste.
Le hassid, dont le visage est tourné vers Dieu et loin de la communauté, agit néanmoins comme guide et maître de cette dernière.